# Västra Malvättungarna
Västra Malvättungarna är öar i Finland. De ligger i Norra kvarken och i kommunen Korsholm i den ekonomiska regionen  Vasa i landskapet Österbotten, i den västra delen av landet. Öarna ligger omkring 24 kilometer väster om Vasa och omkring 390 kilometer nordväst om Helsingfors.
Arean för den av öarna koordinaterna pekar på är 3,1 hektar och dess största längd är 420 meter i nord-sydlig riktning.